# Sonnet 11
As fast as thou shalt wane, so fast thou growest

In one of thine, from that which thou departest;

And that fresh blood which youngly thou bestowest

Thou mayst call thine when thou from youth convertest.

Herein lives wisdom, beauty and increase:

Without this, folly, age and cold decay:

If all were minded so, the times should cease

And threescore year would make the world away.

Let those whom Nature hath not made for store,

Harsh featureless and rude, barrenly perish:

Look, whom she best endow'd she gave thee more;

Which bounteous gift thou shouldst in bounty cherish:

She carved thee for her seal, and meant thereby

Thou shouldst print more, not let that copy die.
— William Shakespeare
Traduction de François-Victor Hugo
Précédent Suivant

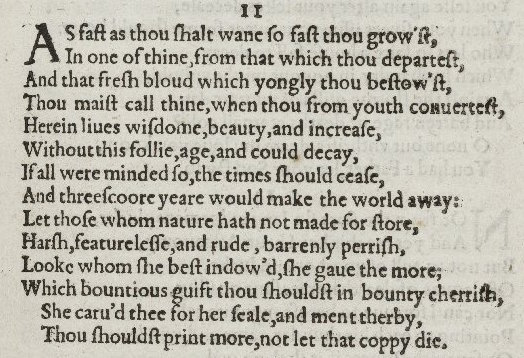
Sonnet 11

Le Sonnet 11 est l'un des 154 sonnets écrits par le dramaturge et poète William Shakespeare.

## Texte original
Texte et typographie originale :
 AS faſt as thou ſhalt wane ſo faſt thou grow'ſt,

In one of thine,from that which thou departeſt,

And that freſh bloud which yongly thou beſtow'ſt,

Thou maiſt call thine,when thou from youth conuerteſt,

Herein liues wiſdome,beauty,and increaſe,

Without this follie,age,and could decay,

If all were minded ſo,the times ſhould ceaſe,

And threeſcore yeare would make the world away:

Let thoſe whom nature hath not made for ſtore,

Harſh,featureleſſe,and rude , barrenly perriſh,

Looke whom ſhe beſt indow'd,ſhe gaue the more;

Which bountious guift thou ſhouldſt in bounty cherriſh,

   She caru'd thee for her ſeale,and ment therby,

   Thou ſhouldſt print more,not let that coppy die. 

## Traduction en prose
Par François-Victor Hugo :
À mesure que tu déclineras, tu grandiras dans ton enfant de tout ce dont tu auras décru ; et ce sang vif que, jeune, tu auras transmis, tu pourras dire que c’est le tien, quand tu t’éloigneras de la jeunesse.

Ainsi vivent la sagesse, la beauté, la postérité ; hors de là, tout est folie, vieillesse et ruine glacée. Si tous pensaient comme toi, les temps s’arrêteraient, et soixante ans feraient la fin du monde.

Que tous ceux que la nature n’a pas voulu mettre en réserve, les êtres bruts, informes, grossiers, périssent stériles ! Mais regarde ceux qu’elle a le mieux doués, elle t’a donné plus encore. Fais donc valoir, en les prodiguant, ces dons qu’elle t’a prodigués.

Tu es le sceau qu’elle a gravé avec l’intention de mettre ton empreinte sur d’autres et de faire vivre ton type.

## Traduction en vers
Par Fernand Henry :
En léguant ta beauté, tu la verras renaître

Dans l'un des tiens sitôt que tu déclineras,

Et ta jeunesse enfin aura sonné son glas

Si dans un sang plus frais palpite alors ton être.

Le sage vit ainsi, pourquoi le méconnaître ?

C'est ainsi seulement qu'on brave le trépas.

Car si tous t’imitaient, ne comprends-tu donc pas

Que le monde en trois fois vingt ans cesserait d'être ?

Laisse se consumer dans l'infécondité

Ceux-là que déshonore une difformité !

Toi sur qui la nature a versé sa magie,

Sache distribuer tous ses dons glorieux ;

C'est afin de t'en voir répandre l'effigie

Qu'elle a fait de ton corps un sceau si précieux.